# کرامتی
کرامتی نامی خانوادگی است که برای افراد زیر کاربرد دارد:
- مهتاب کرامتی: (۱۷ اکتبر ۱۹۷۰) بازیگر، تهیه‌کنندهٔ فیلم، کنشگر حقوق کودکان، بشردوست و مدیر هنری ایرانی.
- مهسا کرامتی: (۱۹۸۱) بازیگر ایرانی.
- مسعود کرامتی: (۱۹۵۶) تهیه‌کننده، کارگردان و بازیگر ایرانی.
- محسن کرامتی: (۱۹۴۷) خواننده، استاد ردیف آوازی موسیقی ایرانی، نقاش و محقق موسیقی.